# アクション・ペインティング
アクション・ペインティング（Action painting）、もしくはジェスチュラル・ペインティング（gestural abstraction 、身振りによる抽象絵画）とは、顔料を紙やキャンバスに細心の注意で塗るかわりに、垂らしたり飛び散らせたり汚しつけたりするような絵画の様式である。作品は、具体的な対象を描いたというよりも、絵を描くという行動（アクション）それ自体が表現されたアートとなっている。

## 歴史

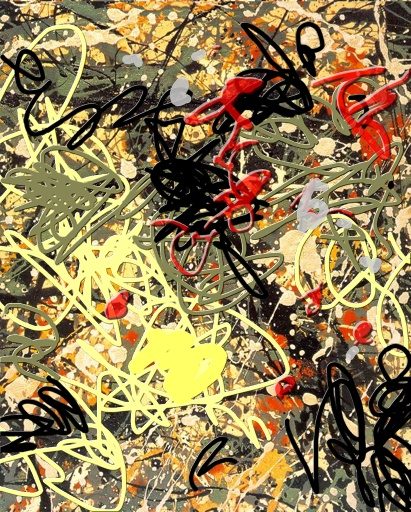
アクションペインティングの作例

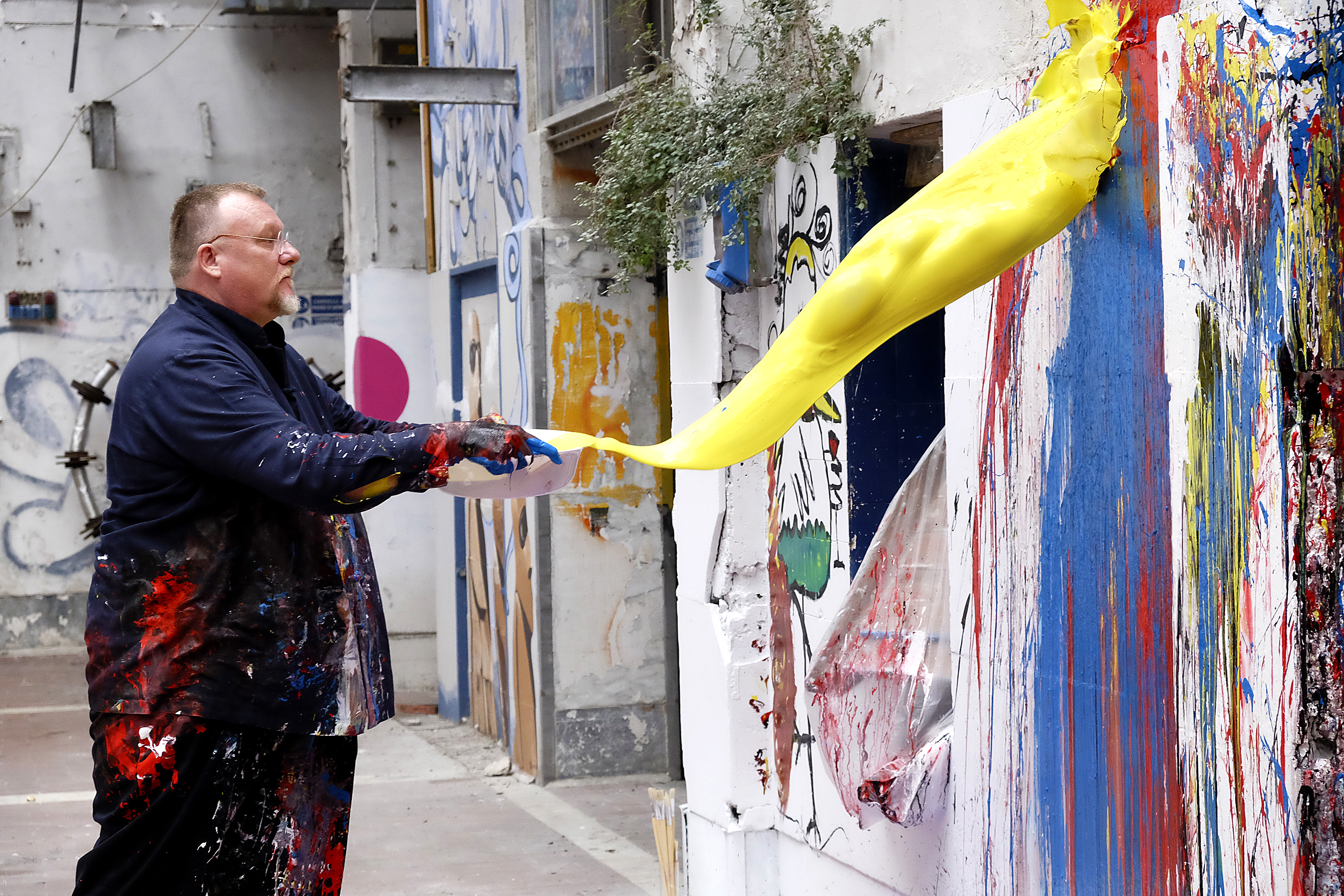
スティーブンス・ヴォーン

アクション・ペインティングは第二次世界大戦後、1940年代後半から1960年代にかけて欧米に広まった抽象表現主義と関連付けて語られた。これをアメリカ合衆国のアクション・ペインティングと、フランスのタシズムとの比較で語ることもある。
この用語はアメリカの美術評論家、ハロルド・ローゼンバーグが1952年にはじめて使用し、ニューヨーク派の画家や評論家の間に、美学の見方について大きな変化をもたらした。それまでにも、ジャクソン・ポロックやウィレム・デ・クーニングといった抽象表現主義の画家たちは、キャンバスは世界を再現する窓でなく創作行為をする場であるとして「キャンバスは闘技場である」という率直な見方をしており、クレメント・グリーンバーグら当初から彼らに好意的だった評論家らは、彼らの作品の「物質性」を強調していた。グリーンバーグにとっては、芸術家の実存的な格闘の記録として絵画を理解するためのカギは、油絵具が固まって盛り上がった絵画の表面(テクスチャ又はマチエール)にある物質性・身体性であった。
これに対し、ローゼンバーグの批評は、強調の対象を「物質」から画家の格闘それ自体に変えた。画家にとって完成した絵は、絵画の創作という行為や過程のうちに存在している現実の芸術活動の、残留物であり物質的な表明にすぎない、と彼はみた。
その後20年ほど、ローゼンバーグによる「物質でなく、行為としての芸術」「結果でなく過程としての芸術」という芸術の再定義は大きな影響を持ち、ハプニング・フルクサスからコンセプチュアル・アート、アースワークなど大きな芸術運動の基礎となった。
アクション・ペインティングを理解するには、その歴史的な文脈を知ることが重要である。これは戦後に起こった美術分野での暴動であり、量子力学や精神分析学が花開き始め、西洋文明の世界や自己に対する認識を完全に変えてしまった時代を背景にしたものでもあった。
これに先立つワシリー・カンディンスキーやピエト・モンドリアンらの作品は、対象の具象的な描写を避け、これを攻撃し、かわりに観客の感情を刺激したりじらせたりしようとした。アクション・ペインティングの場合は、進んで無意識の概念を下敷きにした。その作品はどのような対象を描写したものでもなく、観客を刺激するものでもなかった。画家にとってのアクションとは、自発的な行為を意味していた。画家は手に持った顔料をキャンバスに垂れるがままにした。彼らはただキャンバスの周りを頻繁に動き、ときにはキャンバスの上に立って、無意識に顔料を落とし、アートを表現した。